# Enrico Accatino
Enrico Accatino, född 22 augusti 1920 i Genua, Italien, död 16 juli 2007 i Rom, Italien, var en italiensk abstrakt konstnär och skulptör.